# کارملو مورالس اروستاربه
کارملو مورالس اروستاربه (اسپانیایی: Carmelo Morales Erostarbe‎; ۴ دسامبر ۱۹۳۰ – ۲۸ آوریل ۲۰۰۳) دوچرخه‌سوار اهل اسپانیا بود. وی در مسابقات تور دو فرانس شرکت کرده است.